# Абано-Терме
Абано-Терме (італ. Abano Terme, вен. Abano Terme) — муніципалітет в Італії, у регіоні Венето, провінція Падуя.
Абано-Терме розташоване на відстані близько 390 км на північ від Рима, 45 км на захід від Венеції, 9 км на південний захід від Падуї.
Населення — 19 966 осіб (2014).

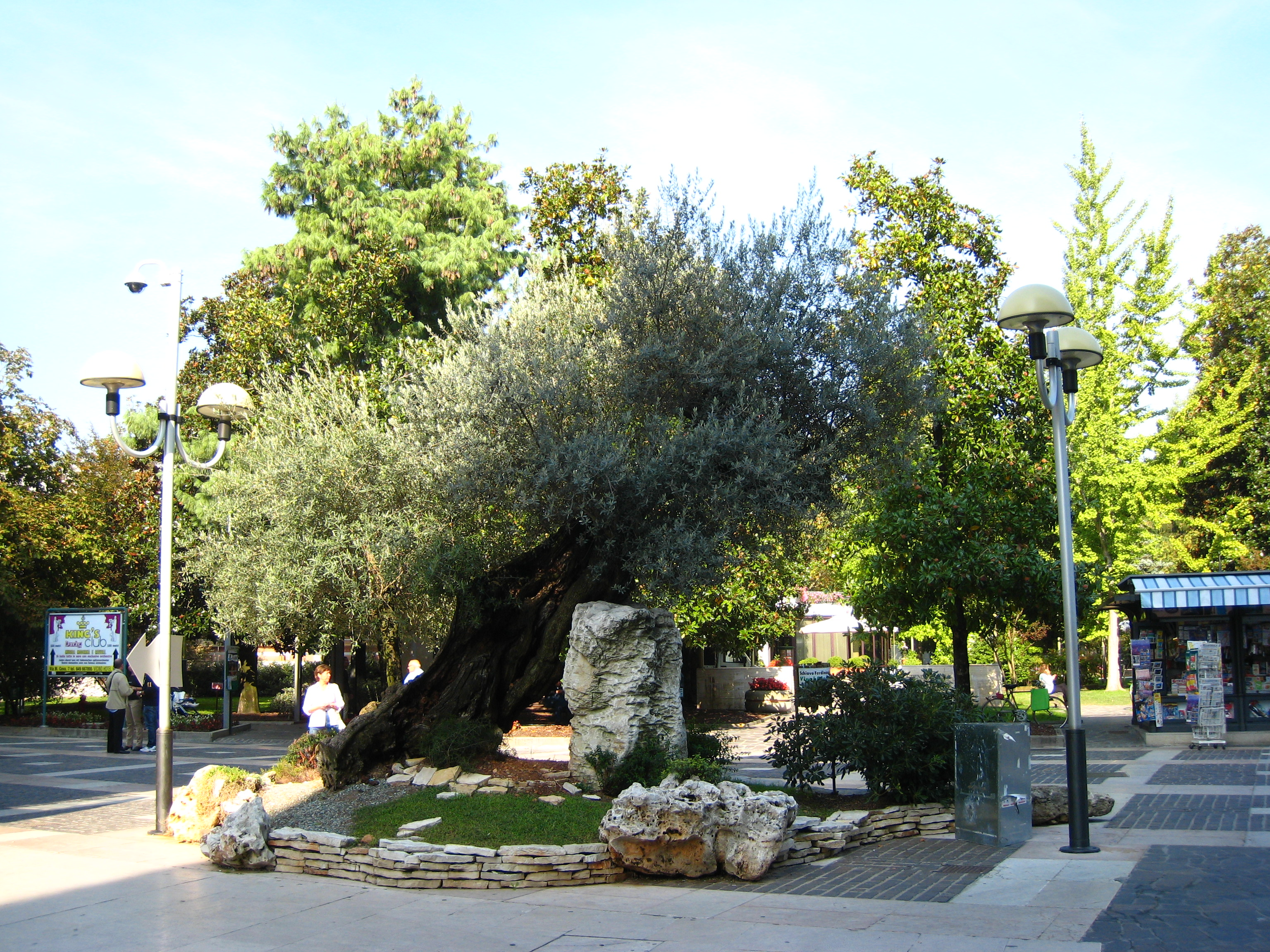

Щорічний фестиваль відбувається 10 серпня. Покровитель — Святий Лаврентій.

## Демографія
Населення за роками:

Станом на 1 січня 2023 року в муніципалітеті офіційно проживало 2114 іноземців з 72 країн, серед них 718 громадян країн Євросоюзу та 92 громадяни України.

## Сусідні муніципалітети
- Альбіньязего
- Дуе-Карраре
- Мазера-ді-Падова
- Монтегротто-Терме
- Падуя
- Сельваццано-Дентро
- Теоло
- Торрелья